# Vite bizzarre di gente eccentrica
Vite bizzarre di gente eccentrica (変人偏屈列伝?, Henjin henkutsu hetsuden) è un manga che raccoglie sei storie ideate e disegnate da Hiroiko Araki pubblicate in Giappone su differenti riviste tra il 1989 e il settembre 2003, accomunate dal fatto di essere tratte da altrettante vicende reali.

## Struttura del volume
Il volume si apre con una prefazione per mano di Araki stesso in cui illustra i criteri di scelta. Seguono le sei storie, con un commento alla fine di ognuna, in cui Araki e collaboratori riassumono gli elementi salienti della vicenda, presentano una breve biografia del protagonista, raccolgono i dati - numerici e non - che non hanno trovato spazio che nel fumetto, e talvolta spiegano perché in particolare quella storia li abbia affascinati. Conclude il volume una breve postfazione di Hirohisa Onikubo, collaboratore di Araki.

## I criteri di scelta
Araki nella prefazione racconta di aver scelto di narrare vite eccentriche e fuori dai canoni, vite di persone che hanno fatto una scelta "anormale" alla quale sono rimasti fedeli per tutta la loro esistenza. Spiega che sin da bambino storie simili lo affascinavano perché, anche se motivate da ragioni per lui sciocche, non poteva fare a meno di trovare in loro una sorta di speranza, di coraggio, e di provare simpatia per quei gesti immotivati, sciocchi, privi di buon senso. Nella scelta delle vicende da raccontare, Araki ha seguito tre criteri:
- la persona deve aver compiuto atti capaci di dare speranza, quindi niente criminali;

- deve aver compiuto atti immortali, ma spontanei, non motivati dalla mera sete di gloria, e non abbandonati o rinnegati prima della morte;

- gli eccentrici devono aver "vinto" i propri nemici, dove il termine vittoria può assumere diverse accezioni.

## Gli eccentrici
La prima storia narrata è la vita di Tyrus Raymond Cobb: Ty Cobb, americano, fu giocatore professionista di baseball, ebbe un carattere odioso, che ne fece il giocatore più odiato della storia, ma al contempo fu uno dei migliori battitori, tanto che detiene o ha detenuto un'incredibile serie di record. La storia di Ty Cobb è divisa in due parti e occupa un totale di 67 pagine, le prime delle quali a colori.
Seguono 53 pagine dedicate alla vita di Yoshio Kou, secondo il titolo Il più grande impresario del secolo ma che si autodefinisce "un uomo di finti affari". Si tratta dell'unico personaggio del volume ancora vivente.
La terza storia, Typhoid Mary, una scelta estrema, racconta la vita di Mary Mallon . La donna era una cuoca ed una portatrice sana dei bacilli del tifo addominale e, tra il 1897 e il 1915, infettò 57 persone, almeno tre delle quali morirono. Ricercata dalle autorità sanitarie americane, catturata e studiata, a Mary fu posta la scelta tra smettere di fare la cuoca oppure farsi asportare la cistifellea, nella quale i bacilli prosperavano. Mary rifiutò entrambe le proposte e per questo trascorse i restanti 23 anni della sua vita in isolamento in un ospedale. La storia di Typhoid Mary occupa le pagine da 132 a 163.
La storia seguente è quella di Sarah Pardee Winchester: la donna sposò l'erede della ditta Winchester Repeating Arms Company (i produttori della carabina Winchester) e quando il marito e la figlioletta morirono si rivolse ad una sensitiva. Ne nacque il progetto di una villa labirintica e mai finita che la donna costruì a San José, California, per 38 anni. L'edificio, ribattezzato Winchester Mistery House, esiste ed è tra i monumenti storici dello stato della California, oltre che importante meta turistica.
I fratelli Langley e Homer Collyer, così come la loro casa e famigerata fortuna, sono i protagonisti della storia successiva. Qui il centro della vicenda non è una casa dalla crescita infinita, ma una casa in cui non entra nessuno a parte i due fratelli che vi si sono chiusi dentro. Due ladri cercheranno di entrare nella casa e di rubare il vero e proprio tesoro dei Collyer, ma scopriranno a loro spese che i fratelli hanno dotato la villa di una serie di trappole fatte a mano e l'hanno stipata con 120 tonnellate di oggetti di ogni genere, tra cui tre automobili.
L'ultimo capitolo del volumetto è dedicato alla vita del grande scienziato Nikola Tesla, ai suoi successi e alle sue manie, alle sue invenzioni e alle sue difficoltà.